# Gamle oprindelige bøgeskove i Karpaterne og andre regioner i Europa
Gamle oprindelige bøgeskove i Karpaterne og andre regioner i Europa er et tværnationalt, sammensat UNESCOs verdensarvssted, der omfatter skove i 12 europæiske lande.
De oprindelige bøgeskove i Karpaterne inkluderer ti separate massiver langs en 185 km lang akse fra Rakhivbjergene og Chornohora-ryggen i Ukraine over Poloniny-ryggen (Slovakiet) til Vihorlatbjergene i Slovakiet. De gamle bøgeskove i Tyskland omfatter fem steder, dækker 4.391 hektar og blev tilføjet i 2011.

## Geografi
Den Karpatiske del af verdensarvsstedet dækker et samlet areal på 77.971,6 hektar, hvoraf kun 29.278,9 er en del af det faktiske beskyttede område, mens resten betragtes som en "bufferzone". Karpaternes oprindelige bøgeskove dækker områder i Zakarpattia og Prešov-regionerne. Over 70% af området ligger i Ukraine. Området omfatter to nationalparker og nogle habitatkontrollerede områder, hovedsagelig i Slovakiet. Begge nationalparker sammen med et nærliggende område i Polen udgør et separat biosfærereservat, Østkarpatiske Biosfærereservat. Udover Havešová, Rožok og Stužica (alle i Bukovské vrchy) er der et fjerde område i Slovakiet, der hedder Kyjovský prales i Vihorlat. Ukrainske placeringer inkluderer Chornohora, Kuziy-Trybushany, Maramarosh, Stuzhytsia – Uzhok, Svydovets og Uholka – Shyrikyi Luh. Kun få af de ti dele er tilgængelige for besøgende. Stužica er den eneste af tre steder i Bukovské vrchy (Slovakiet) med tilgængelige vandrestier. I 2017 udvidede UNESCO webstedet og tilføjede skove i Albanien, Østrig, Belgien, Bulgarien, Kroatien, Italien, Rumænien, Slovenien, Spanien pog Tjekkiet. 

## Biologi og beskyttelse
Den sidste intakte oprindelige skov i de tempererede breddegrader i Europa findes i Karpaterne. Træer kan leve op til hundrede år gamle i disse skove, hvilket giver et vigtigt levested for organismer som svampe, mos, lav, insekter, sjældne fugle (f.eks. tjur og urfugl) og pattedyr (f.eks. flagermus, brun bjørn, ulv og los). Store dele af skoven i den rumænske del af Karpaterne er gået tabt på grund af skovrydning. Presset på tømmer som ressource kan stige på grund af international efterspørgsel, og europæiske virksomheder kan starte storskovfældning i nabolandet Ukraine. I øjeblikket kan ubeskyttede områder med jomfruelig skov permanent bevares i de ukrainske karpater ved at udvide og styrke bevaringsområder. I de ukrainske karpater er der ni nationalparker og to biosfærereservater. Der er et generelt forbud mod fældning af træer i nåleskovområder over 1.100 meter. Der er omkring 100.000 ekstra hektar skov, som kan integreres i de eksisterende bevaringsområder.

## Skove
| Navn                                          | Type                                                            | Region                         | Land      | Beskyttet areal | Bufferzone   |
| --------------------------------------------- | --------------------------------------------------------------- | ------------------------------ | --------- | --------------- | ------------ |
| Lumi i Gashit                                 | Valbonëdalen Nationalpark                                       | Kukës                          | Albanien  | 1261,52 ha      | 8977,48 ha   |
| Rrajca                                        | Shebenik-Jablanica Nationalpark                                 | Elbasan                        | Albanien  | 2129,45 ha      | 2569,75 ha   |
| Nationalpark Kalkalpen                        | Nationalpark                                                    | Oberösterreich                 | Østrig    | 1867.45 ha      | 1545.05 ha   |
| Dürrensteinskoven                             | Dürrensteinskoven                                               | Niederösterreich, Steiermark   | Østrig    | 2946.2 ha       | 14197.24 ha  |
| Sonianskoven                                  | Sonianskoven                                                    | Bruxelles & Brabant            | Belgien   | 269,31 ha       | 4650,86 ha   |
| Centralbalkan Nationalpark                    | Centralbalkan Nationalpark                                      | Balkanbjergene                 | Bulgarien | 10.988,91 ha    | 11.720,85 ha |
| Paklenica Nationalpark                        | Nationalpark                                                    | Lika-Senj, Zadar               | Kroatien  | 2031,78 ha      | 810,11 ha    |
| Hajdučki og Rožanski naturreservater          | Nordlige Velebit Nationalpark                                   | Lika-Senj                      | Kroatien  | 1289,11 ha      | 9869,25 ha   |
| Jasmund                                       | Nationalpark Jasmund                                            | Mecklenburg-Vorpommern         | Tyskland  | 492,5 ha        | 2510,5 ha    |
| Serrahn                                       | Müritz-Nationalpark                                             | Mecklenburg-Vorpommern         | Tyskland  | 268,1 ha        | 2568 ha      |
| Grumsinerskoven                               | Grumsiner Forest Naturereservat                                 | Brandenburg                    | Tyskland  | 590,1 ha        | 274,3 ha     |
| Hainich                                       | Nationalpark Hainich                                            | Thûringen                      | Tyskland  | 1573,4 ha       | 4085,4 ha    |
| Kellerwald                                    | Nationalpark Kellerwald-Edersee                                 | Hessen                         | Tyskland  | 1467,1 ha       | 4271,4 ha    |
| Cervara Valley                                | Parco Nazionale d'Abruzzo, Lazio e Molise                       | Abruzzo                        | Italien   | 119,7 ha        | 751,61 ha    |
| Moricento Forest                              | Parco Nazionale d'Abruzzo, Lazio e Molise                       | Abruzzo                        | Italien   | 192,7 ha        | 751,61 ha    |
| Coppo del Morto                               | Parco Nazionale d'Abruzzo, Lazio e Molise                       | Abruzzo                        | Italien   | 104,71 ha       | 415,51 ha    |
| Coppo del Principe                            | Parco Nazionale d'Abruzzo, Lazio e Molise                       | Abruzzo                        | Italien   | 194,49 ha       | 446,62 ha    |
| Val Fondillo                                  | Parco Nazionale d'Abruzzo, Lazio e Molise                       | Abruzzo                        | Italien   | 325,03 ha       | 700,95 ha    |
| Cozzo Ferriero                                | Nationalpark Pollino                                            | Calabrien, Basilicata          | Italien   | 95,74 ha        | 482,61 ha    |
| Foresta Umbra                                 | Nationalpark Gargano                                            | Apulien                        | Italien   | 182,23 ha       | 1.752,54 ha  |
| Ciminobjerget                                 | Ciminobjerget                                                   | Abruzzo, Lazio                 | Italien   | 57,54 ha        | 87,96 ha     |
| Raschiobjerget                                | Regional Naturpark Bracciano-Martignanosøerne                   | Lazio                          | Italien   | 73,73 ha        | 54,75 ha     |
| Sasso Fratino                                 | Nationalparken Foreste Casentinesi, Monte Falterona og Campigna | Emilia-Romagna, Toscana        | Italien   | 781,43 ha       | 6.936,64 ha  |
| Cheile Nerei-Beușnița                         | Cheile Nerei-Beușnița Nationalpark                              | Caraș-Severin                  | Rumænien  | 4292,27 ha      | 5959,87 ha   |
| Şinca secular forest                          | Şinca secular forest                                            | Brașov                         | Rumænien  | 338,24 ha       | 445,76 ha    |
| Slătioara secular forest                      | Slătioara secular forest                                        | Suceava                        | Rumænien  | 609,12 ha       | 429,43 ha    |
| Cozia                                         | Cozia Nationalpark                                              | Vâlcea                         | Rumænien  | 109,58 ha       | 14253 ha     |
| Domogled – Valea Cernei                       | Domogled-Valea Cernei Nationalpark                              | Mehedinţi, Caraș-Severin, Gorj | Rumænien  | 9732,26 ha      | 51461,28 ha  |
| Groșii Țibleșului                             | Groșii Țibleșului Nationalpark                                  | Maramureș                      | Rumænien  | 346,37 ha       | 563,57 ha    |
| Izvoarele Nerei                               | Semenic-Cheile Carașului Nationalpark                           | Caraș-Severin                  | Rumænien  | 4677,21 ha      | 2494,83 ha   |
| Strîmbu Băiuț                                 | Strîmbu Băiuț Nationalpark                                      | Maramureș                      | Rumænien  | 598,14 ha       | 713,09 ha    |
| Stužica – Bukovské vrchy                      | Poloniny Nationalpark*                                          | Prešov                         | Slovakiet | 2950 ha         | 11300 ha     |
| Rožok                                         | Beskyttede områder i Prešov                                     | Prešov                         | Slovakiet | 67,1 ha         | 41,4 ha      |
| Vihorlat                                      | Beskyttede områder i Prešov                                     | Prešov                         | Slovakiet | 2578 ha         | 2413 ha      |
| Havešová                                      | Beskyttede områder i Prešov                                     | Prešov                         | Slovakiet | 171,3 ha        | 63,9 ha      |
| Forest reserve of the Virgin Forest of Krokar | Forest reserve of the Virgin Forest of Krokar                   | Kočevje                        | Slovenien | 74,50 ha        | 47,90 ha     |
| Snežnik–Ždrocle forest reserve                | Snežnik–Ždrocle forest reserve                                  | Ilirska Bistrica, Loška Dolina | Slovenien | 720,24          | 128,80       |
| Tejera Negra Beech                            | Sierra Norte de Guadalajara Naturpark                           | Castilien-La Mancha            | Spanien   | 255,52 ha       | 13880,86 ha  |
| Montejo Beech                                 | Beech area of Montejo de la Sierra                              | Madrid                         | Spanien   | 71,79 ha        | 13880,86 ha  |
| Lizardoia Integral Reserve                    | Irati Forest                                                    | Navarre                        | Spanien   | 63,97 ha        | 24494,52 ha  |
| Aztaparreta                                   | Integral Reserve of the Ravine of Aztaparreta                   | Navarre                        | Spanien   | 171,06 ha       | 24494,52 ha  |
| Cuesta Fría Beech                             | Ayllón                                                          | Castilla y León                | Spanien   | 213,65 ha       | 14253 ha     |
| Canal de Asotín                               | Picos de Europa Nationalpark                                    | Castilla y León                | Spanien   | 109,58 ha       | 14253 ha     |
| Chornohora                                    | Karpatiske Biosfærereservat                                     | Zakarpattia                    | Ukraine   | 2476,8 ha       | 12925 ha     |
| Uholka – Shyrikyi Luh                         | Karpatiske Biosfærereservat                                     | Zakarpattia                    | Ukraine   | 11860 ha        | 3301 ha      |
| Svydovets                                     | Karpatiske Biosfærereservat                                     | Zakarpattia                    | Ukraine   | 3030,5 ha       | 5639,5 ha    |
| Maramarosh                                    | Karpatiske Biosfærereservat                                     | Zakarpattia                    | Ukraine   | 2243,6 ha       | 6230,4 ha    |
| Kuziy – Trybushany                            | Karpatiske Biosfærereservat                                     | Zakarpattia                    | Ukraine   | 1369,6 ha       | 3163,4 ha    |
| Stuzhytsia – Uzhok                            | Uzhanian National Naturpark                                     | Zakarpattia                    | Ukraine   | 2532 ha         | 3615 ha      |
| Gorgany                                       | Gorgany Naturreservat                                           | Ivano-Frankivsk                | Ukraine   | 753,48 ha       | 4637,59 ha   |
| Roztochya                                     | Roztochya Biosfærereservat                                      | Lviv                           | Ukraine   | 384,81 ha       | 598,21 ha    |
| Satanivska Dacha                              | Podilski Tovtry Nationale Naturpark                             | Khmelnytskyi                   | Ukraine   | 212,01 ha       | 559,37 ha    |
| Synevyr                                       | Nationale Naturpark Synevir                                     | Zakarpattia                    | Ukraine   | 2865,04 ha      | 2181,74 ha   |
| Zacharovanyi Krai                             | Zacharovany Krai Nationale Naturpark                            | Zakarpattia                    | Ukraine   | 1258,13 ha      | 1275,44 ha   |

* – De fleste af de slovakiske dele af verdensarvsstedet ligger i Poloniny Nationalpark i den østligste og også den mindst befolkede del af landet. Nationalparken blev oprettet den 1. oktober 1997 med et beskyttet område af 298.05 km² og en bufferzone på 109.73 km².

## Forslag til udvidelser
I 2018 og 2019 blev flere flere skove placeret på verdensarvslistens Tentativliste med forslag til en udvidelse af de verdensarvsstedet med gamle og oprindelige bøgeskove i Karpaterne og andre regioner i Europa. På denne foreløbige liste findes skov i:
- Serbien,[5][6]
- Montenegro,[7]

- Schweiz[8]

- Bosnien-Hercegovina,[9]

- Polen,[10]
- Nordmakedonien,[11]

- Italien,[12]

- Slovakiet,[13]

- Tjekkiet,[14]

- Frankrig,[15]

## Galleri
- Skov i Stuzica
- Havešová
- Stužica
- Kilde i Stužica
- Stužica